# Wahlkreis Brüssel-Halle-Vilvoorde

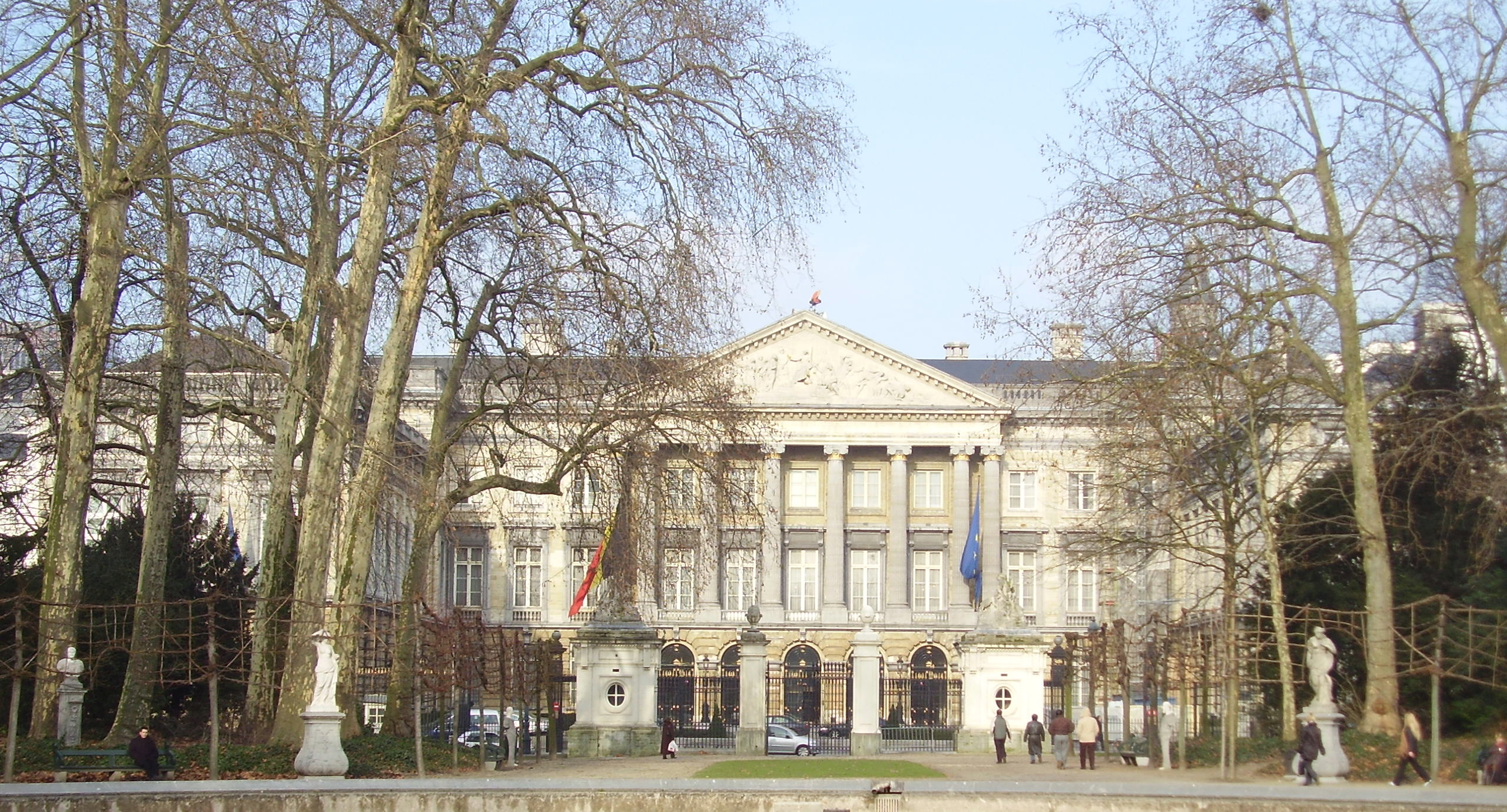
Das Paleis der Natie/Palais de la Nation in Brüssel, Sitz des belgischen Parlaments

Der belgische Wahlkreis Brüssel-Halle-Vilvoorde (niederländisch Brussel-Halle-Vilvoorde, französisch Bruxelles-Hal-Vilvorde, in beiden Sprachen häufig als BHV abgekürzt) war bis 2012 der einzige Wahlkreis zur belgischen Abgeordnetenkammer und zum Europaparlament, der sich über das Gebiet mehrerer Regionen erstreckte. Das Gebiet umfasst rund 1,6 Millionen Einwohner.
Die Existenzberechtigung dieses Wahlkreises war vor dem Hintergrund des flämisch-wallonischen Konflikts sehr umstritten, seine Teilung entlang der Regionalgrenzen war eine zentrale Forderung der flämischen Parteien. Am 14. Juli 2012 beschloss die Abgeordnetenkammer, den Wahlkreis aufzuteilen.

## Politischer Hintergrund
Die gegenwärtige belgische Politik ist geprägt durch die meist als flämisch-wallonischer Konflikt bezeichnete Auseinandersetzung zwischen der flämischen und der französischsprachigen Bevölkerungsgruppe. Relevante landesweit tätige Parteien gibt es im belgischen Parteiensystem daher seit den 1970er Jahren nicht mehr; vielmehr existieren zu den einzelnen Strömungen des politischen Spektrums jeweils eigenständige flämische und französischsprachige Parteien. Deren Abgeordnete im föderalen Parlament fungieren mithin zugleich als Vertreter ihrer jeweiligen Sprachgruppe.

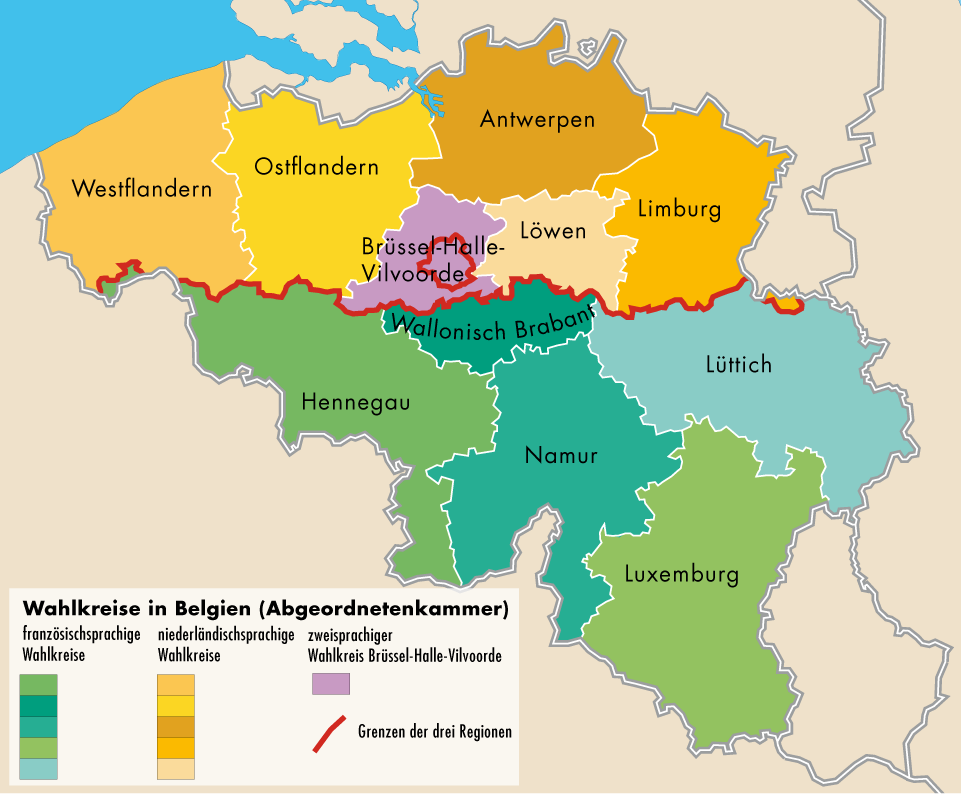
Wahlkreise in Belgien 2007

Seit 1993 ist Belgien ein Bundesstaat, der sich in Regionen und Gemeinschaften gliedert. Die Grenzen der Regionen folgen der 1962 festgelegten Einteilung Belgiens in Sprachgebiete: Flandern im Norden ist niederländischsprachig, Wallonien im Süden (mit Ausnahme eines kleinen deutschsprachigen Gebietes im Osten) französischsprachig, und die vollständig von Flandern umschlossene Region Brüssel-Hauptstadt ist zweisprachig französisch und niederländisch, wobei die meisten Einwohner französischsprachig sind. Die Regionen sind mit Ausnahme Brüssels in Provinzen und diese wiederum in Bezirke (mitunter auch als Arrondissements bezeichnet) unterteilt, die im Wesentlichen Verwaltungsaufgaben wahrnehmen.
Die belgische Abgeordnetenkammer wird nach dem Verhältniswahlrecht in elf Wahlkreisen gewählt. Die Gesamtzahl der je Wahlkreis zu vergebenden Sitze wird vorab entsprechend der Bevölkerungszahl festgelegt.

## Abgrenzung, Struktur und Besonderheiten

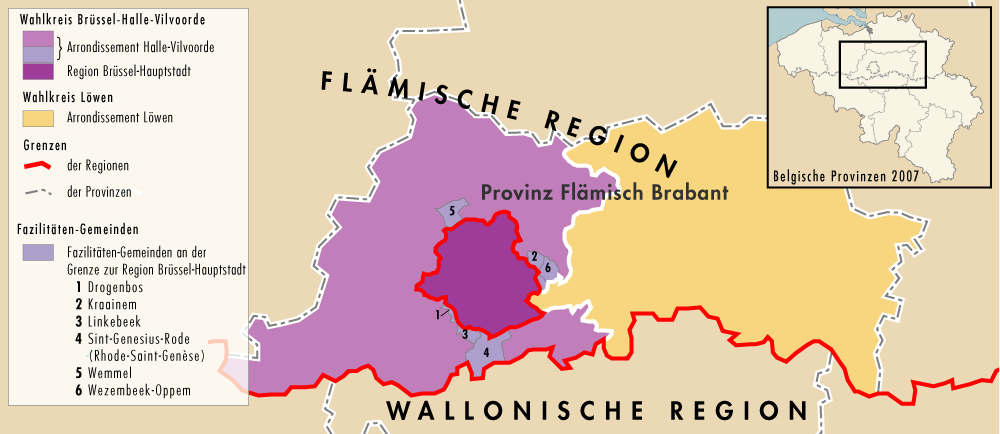
Wahlkreise Brüssel-Halle-Vilvoorde und Löwen

Die Gemeinden des Wahlkreises

Der Wahlkreis umfasste die Region Brüssel-Hauptstadt und das angrenzende Arrondissement Halle-Vilvoorde in der Provinz Flämisch-Brabant. Damit unterschied er sich von den übrigen, die jeweils das Gebiet einer Provinz umfassten. Die einzige weitere Abweichung hiervon stellte der Wahlkreis Löwen dar, der dem gleichnamigen Arrondissement entsprach und somit den nicht zum Wahlkreis Brüssel-Halle-Vilvoorde gehörenden Teil der Provinz Flämisch-Brabant umfasste.
Die Region Brüssel ist offiziell zweisprachig, die große Mehrheit der wahlberechtigten Bevölkerung besteht jedoch aus französischsprachigen Belgiern. Das Arrondissement Halle-Vilvoorde gehört hingegen als Teil der Region Flandern zum niederländischen Sprachgebiet. Insbesondere in den an die Region Brüssel grenzenden Gemeinden (auch Vlaamse Rand, Brusselse Rand oder périphérie genannt) leben allerdings zahlreiche französischsprachige Bürger. Sie stellen die Mehrheit in fünf von den sechs sogenannten Fazilitäten-Gemeinden, die zwar zum niederländischen Sprachgebiet zählen, in denen französischsprachige Bürger jedoch gewisse Erleichterungen genießen. So können sie etwa mit der Gemeindeverwaltung auf Französisch kommunizieren, außerdem ist die Einrichtung französischsprachiger Kindergärten und Grundschulen gestattet. Diese „Fazilitäten“ sind jedoch seit langem umstritten, flämische Politiker fordern ihre Abschaffung mit dem Argument, die französischsprachigen Bürger sollten sich in ihr flämisches Umfeld integrieren.
Die wesentliche Besonderheit des Wahlkreises war die Tatsache, dass in ihm sowohl flämische als auch französischsprachige Parteien antraten. In den übrigen zehn Wahlkreisen konnte der Wähler nur zwischen Parteien einer Sprachgruppe auswählen. Da der Wahlkreis Brüssel-Halle-Vilvoorde sich auch auf flämisches Gebiet erstreckte, konnten von dieser Möglichkeit nicht nur die Bewohner der zweisprachigen Region Brüssel-Hauptstadt, sondern auch die französischsprachigen Bewohner der im Wahlkreis gelegenen flämischen Gemeinden Gebrauch machen.

## Wahl- und verfassungsrechtlicher Kontext

### Traditionelles belgisches Wahlsystem
Die belgische Abgeordnetenkammer wird nach Verhältniswahl in Wahlkreisen gewählt. Bis 1993 bestanden 30 Wahlkreise. Die Sitzzahl der einzelnen Wahlkreise richtet sich nach der Bevölkerungszahl (einschließlich Ausländer). Bis 1993 war jede der damals neun Provinzen in mindestens zwei Wahlkreise eingeteilt. Die Besonderheit des Wahlsystems war die sogenannte Apparentierung, bei der die Parteien ihre Listen aus verschiedenen Wahlkreisen derselben Provinz miteinander verbinden konnten: die Parteien erhielten zunächst unmittelbar in jedem Wahlkreis so viele Sitze, wie sie volle Hare-Quoten hatten. Diese Quote ergibt sich durch Teilung der Zahl der gültigen Stimmen im Wahlkreis durch die Zahl der Sitze des Wahlkreises. Diese berechnet sich, indem man die Zahl der gültigen Stimmen durch die Zahl der zu vergebenden Sitze teilt. Bei fünf zu vergebenden Sitzen, gab es also für jedes volle Fünftel der Stimmen einen Sitz, bei sechs Mandaten für jedes volle Sechstel einen Sitz usw. Sitze, die so nicht vergeben werden konnten, wurden auf der Ebene der Provinz zugeteilt. Dabei durften nur Parteien teilnehmen, die in mindestens einem Wahlkreis der Provinz mindestens 66 % der Hare-Quote erreicht hatten.
Die Sitze wurden auf Provinzebene so verteilt, dass sie sich innerhalb der Provinz proportional nach dem D’Hondt-Verfahren auf die Parteien verteilten. Die Parteien erhielten entsprechend viele Sitze zusätzlich zu denen, die sie unmittelbar im Wahlkreis errungen hatten. Diese weiteren Sitze wurden in einem komplizierten Verfahren so auf die Wahlkreise verteilt, dass jeder Wahlkreis die festgelegte Sitzzahl erreichte. Im Ergebnis gab es also durch Apparentierung eine proportionale Sitzverteilung innerhalb der Provinz und jeder Wahlkreis der Provinz hatte die Anzahl Sitze, die seinem Bevölkerungsanteil entsprach. Allerdings war keine proportionale Sitzverteilung in den einzelnen Wahlkreisen garantiert.

### Reform 1993
Im Zuge der belgischen Staatsreform 1993 wurde die Zahl der Mitglieder der Abgeordnetenkammer von 212 auf 150 reduziert, zugleich verringerte sich die Zahl der Wahlkreise von 30 auf 20 und die Sperrklausel von 66 auf 33 % der Hare-Quote. Drei Provinzen bestanden seither nur noch aus einem Wahlkreis. Die Provinz Brabant, die in die Wahlkreise Brüssel-Halle-Vilvoorde, Löwen und Nivelles eingeteilt war, wurde zum 1. Januar 1995 aufgelöst. Die Region Brüssel gehört seither keiner Provinz mehr an, das restliche Brabant wurde entlang der Sprachgrenze in die Provinzen Flämisch-Brabant (Vlaams-Brabant) und Wallonisch-Brabant (Brabant wallon, identisch mit dem Wahlkreis Nivelles) geteilt. Die drei Wahlkreise blieben flächenmäßig unverändert. Trotz Auflösung der Provinz Brabant wurde die Apparentierung weiterhin auf der Ebene der alten Provinz durchgeführt.

### Reform 2002
Durch ein Änderungsgesetz von Dezember 2002 bildet seither jede Provinz einen einzigen Wahlkreis. Die Sitzverteilung erfolgt nach D’Hondt-Verfahren, wobei eine 5 %-Hürde gilt. Für die ehemalige Provinz Brabant sah dieses Änderungsgesetz besondere Bestimmungen vor, die eine Beibehaltung des Wahlkreises Brüssel-Halle-Vilvoorde beinhalteten. Diese Sonderregelung wurde aber für die Wahl 2003 durch das Urteil des Verfassungsgerichtshofs vom 26. Februar 2003 einstweilig außer Kraft gesetzt und durch ein weiteres Urteil vom 26. Mai 2003 für nichtig erklärt. Im Gegensatz zum übrigen Belgien galt hier daher das bis 2002 geltende Verfahren zur Sitzverteilung weiter. Es war aber auf Grund des Urteils des Verfassungsgerichts jetzt nur noch eine Verbindung von Listen für Brüssel-Halle-Vilvoorde entweder mit einer Liste aus dem Wahlkreis Löwen oder einer aus dem Wahlkreis Nivelles möglich. Es war nicht mehr möglich, Listen aus allen drei Wahlkreisen miteinander zu verbinden. Im Urteil vom 26. Mai 2003 wurden nicht nur Teile der Gesetzesänderungen von 2002 für verfassungswidrig erklärt, sondern auch der Fortbestand des Wahlkreises Brüssel-Halle-Vilvoorde. Da im Rest des Landes die Wahlkreiseinteilung nun den Provinzgrenzen folge, sei es eine ungerechtfertigte Ungleichbehandlung, dass die Provinz Flämisch-Brabant als einzige Provinz keinen eigenen Wahlkreis bilde. Für eine Änderung der Wahlkreiseinteilung setzte das Urteil in verklausulierter Form eine Frist bis 24. Juni 2007. Die Frist wurde jedoch von der Politik ignoriert und die Wahl 2010 fand auf Grund des bisherigen Wahlkreiseinteilung statt.

### Flämischer Gesetzentwurf
Im Juli 2007 brachten mehrere Abgeordnete von CD&V und N-VA einen Gesetzentwurf ein, der eine Teilung von Brüssel-Halle-Vilvoorde vorsah. Flämisch-Brabant und die Region Brüssel sollten jeweils einen eigenen Wahlkreis bilden. Da eine komplett getrennte Sitzverteilung aber für die flämischen Parteien nachteilig gewesen wäre, sollte die Apparentierung in der ehemaligen Provinz Brabant in geänderter Form beibehalten werden. Listen für den Wahlkreis Brüssel sollten sich dafür entweder mit einer Liste aus dem Wahlkreis Flämisch-Brabant oder aus dem Wahlkreis Wallonisch-Brabant verbinden können, es sollte aber nicht möglich sein, Listen für alle drei Wahlkreise für die Apparentierung zu verbinden. Um an der Sitzverteilung teilzunehmen, sollte ein Stimmenanteil von 5 % in einem der Wahlkreise erforderlich sein. Der Gesetzentwurf fand im November 2007 eine Mehrheit im Innenausschuss der Abgeordnetenkammer, eine Schlussabstimmung über den Gesetzentwurf wurde aber von frankophoner Seite und auch durch die Deutschsprachige Gemeinschaft verzögert.

## Kontroverse
Die Erhaltung des Wahlkreises Brüssel-Halle-Vilvoorde, der seit der Staatsgründung 1830 existiert, war in den 1960er Jahren Teil eines Kompromisses zwischen den Sprachgruppen bei der Festlegung der Sprachgrenzen. Im Laufe der Zeit sahen die flämischen Parteien in ihm jedoch einen ungerechtfertigten Vorteil für die französischsprachigen Bewohner flämischer Gemeinden, den es sonst im belgischen Wahlsystem (etwa für flämische Bewohner wallonischer Gemeinden) nicht gebe. Zu ihren zentralen Forderungen im Hinblick auf die künftige Ausgestaltung des belgischen Bundesstaates gehörte daher die Teilung des Wahlkreises entlang der regionalen Grenzen. Infolge der Teilung wäre die Region Brüssel ein neuer, eigenständiger Wahlkreis, und die Provinz Flämisch-Brabant (bestehend aus den Arrondissements Halle-Vilvoorde und Löwen) würde wie die übrigen belgischen Provinzen ebenfalls einen einheitlichen Wahlkreis bilden.
Eine solche Neuordnung der Wahlkreise hätte zur Folge, dass die französischsprachigen Wähler in den flämischen Gemeinden nicht mehr für (Brüsseler) Kandidaten der französischsprachigen Parteien stimmen könnten. Zwar wäre es diesen Parteien nicht verwehrt, auch in einem Wahlkreis Flämisch-Brabant eigene Kandidaten aufzustellen, doch wäre der Gesamtanteil französischsprachiger Wähler in diesem Wahlkreis so gering, dass diese Kandidaten keine Aussicht auf Parlamentssitze hätten, es sei denn, mehrere frankophone Parteien stellten eine gemeinsame Liste auf.
Die Forderung nach einer entsprechenden Aufteilung von Brüssel-Halle-Vilvoorde war weitestgehend Konsens innerhalb der flämischen Parteien, von den französischsprachigen Parteien wurde sie jedoch ebenso nahezu einhellig abgelehnt. Da eine Änderung der Wahlkreiseinteilung schwierig ohne die Zustimmung beider Sprachgruppen im belgischen Parlament durchzuführen ist, wurde sie im Rahmen eines erweiterten Kompromisses über eine Staatsreform vorgestellt. Ein Vorschlag der frankophonen Seite bestand beispielsweise darin, alle mehrheitlich französischsprachigen Gemeinden im Raum Brüssel der Hauptstadtregion Brüssel zuzuschlagen. Durch eine derartige Erweiterung der Region Brüssel wäre es letztlich zu einer territorialen Verbindung (Korridor) zwischen der überwiegend frankophonen Hauptstadtregion, die bisher eine Enklave in Flandern bildet, und dem frankophonen Wallonien gekommen. Eine solche – wie auch immer im Detail aussehende – Grenzverschiebung zu Lasten Flanderns wurde wiederum von der flämischen Seite rundweg abgelehnt.
Die Frage der möglichen Aufspaltung des Wahlkreises BHV stand auch im Mittelpunkt der Koalitionsverhandlungen nach den Parlamentswahlen vom 10. Juni 2007. Die konträren Auffassungen der flämischen und der französischsprachigen Parteien in dieser Frage waren ein wesentlicher Faktor beim Bruch der Regierungskoalitionen im Juli 2008 und April 2010.

## Reform des Wahlkreises
Nach den vorgezogenen Neuwahlen im Juni 2010 führte ein Streit über die Zukunft des Wahlkreises Brüssel-Halle-Vilvoorde und eine generelle Reform des belgischen Staates zu einer Blockade der Regierungsbildung. Die beiden Wahlsieger, die flämische Nieuw-Vlaamse Alliantie (N-VA) und die französischsprachige Parti Socialiste (PS), konnten sich nicht auf eine Staatsreform einigen, woraufhin der bisherige Premierminister Yves Leterme geschäftsführend im Amt bleiben musste. 15 Monate nach den Parlamentswahlen einigten sich acht Parteien unter der Federführung der PS auf eine Teilung des Wahlkreises; an dieser Einigung war die N-VA nicht beteiligt. An Stelle der bisherigen Wahlkreise Brüssel-Halle-Vilvoorde und Löwen trat der Wahlkreis Brüssel, identisch mit der Region Brüssel, und der Wahlkreis Flämisch-Brabant, identisch mit der gleichnamigen Provinz. Damit können die Bürger im Bezirk Halle-Vilvoorde nicht mehr für Kandidaten in Brüssel stimmen. Für die sechs Fazilitäten-Gemeinden im Umland der Hauptstadt gilt aber nun eine Ausnahmeregelung: Hier haben die Bürger die Auswahl zwischen Kandidaten aus Flämisch-Brabant und Brüssel. Wie im übrigen Belgien werden die Sitze auf Wahlkreisebene nach dem D’Hondt-Verfahren verteilt, wobei eine Hürde von 5 % der gültigen Stimmen im Wahlkreis gilt.